# Josip Šutalo
Josip Šutalo (Čapljina, 2000. február 28. –) világbajnoki bronzérmes bosnyák születésű horvát válogatott labdarúgó, az Ajax játékosa.

## Pályafutása

### Klubcsapatokban
2014-ben a Neretva korosztályos csapataiból került a Dinamo Zagreb akadémiájára. 2018. szeptember 1-jén mutatkozott be a tartalékok között a  Bijelo Brdo ellen. 2019. október 30-án a debütált a felnőttek között az NK Opatija elleni kupamérkőzésen. 2020. július 1-jén a bajnokságban is debütált az Inter-Zaprešić ellen. 2021. január 18-án kölcsönbe került az Istra csapatához. 2023. augusztus 21-én a holland Ajax ötéves szerződést kötött vele. Szeptember 3-án mutatkozott be a Fortuna Sittard elleni gólnélküli bajnoki találkozón.

### A válogatottban
Többszörös horvát korosztályos válogatott. 2022. június 10-én debütált a felnőtt válogatottban Dánia elleni 2022–2023-as UEFA Nemzetek Ligája mérkőzésen. Novemberben bekerült a 2022-es labdarúgó-világbajnokságra utazó keretbe. 2024. május 20-án bekerült Zlatko Dalić szövetségi kapitány a 2024-es labdarúgó-Európa-bajnokságra készülő 26 fős keretébe.

## Statisztika

### A válogatottban
2023. november 22-i állapot szerint.
| Válogatott   | Szezon   | Mérkőzés | Gól |
| ------------ | -------- | -------- | --- |
| Horvátország | 2022     | 4        | 0   |
| Horvátország | 2023     | 9        | 0   |
| Horvátország | 2024     | 0        | 0   |
| Összesen     | Összesen | 13       | 0   |

## Sikerei, díjai

### Klub
- Dinamo Zagreb: 
  - Horvát bajnok: 2019–20, 2021–22
  - Horvát szuperkupa: 2023

### Egyéni
- A horvát első osztály év csapatának tagja : 2021–22,[13] 2022–23[14]